# Rhythm Nation
«Rhythm Nation» es el segundo sencillo de la cantante de Pop y R&B, Janet Jackson, de su cuarto álbum de estudio Janet Jackson's Rhythm Nation 1814' (1989).

## Información de la canción
La canción se convirtió en el segundo de la parte superior histórica siete cinco sencillos lanzados en Janet Jackson's Rhythm Nation 1814. Jackson compuso la letra, mientras que Jimmy Jam and Terry Lewis compuso la música, que incluyó una muestra de Sly & the Family Stone en 1969 canción "Thank You (Falettinme Be Mice Elf Agin)". La canción predicó la unidad racial y la armonía entre las naciones y en la promesa de "en busca de una mejor forma de vida" y una forma de detener "la injusticia social". La canción se hizo tan famoso por su cuenta atrás en la canción y del vídeo como lo fue para su mensaje. Alcanzó la posición número dos en el Billboard Hot 100 (detrás de Phil Collins "Another Day in Paradise") y el número uno en el Billboard Hot R & B / Hip-Hop Songs durante finales de 1989 y comienzos de 1990.
La canción inspiró el nombre del DJ Trevor Nelson's BBC Radio 1 show "Rhythm Nation". Nelson Jackson dijo esto durante su entrevista de 1998, que fue presentada en el mismo programa. El programa también dio lugar a varios álbumes de compilación con el mismo nombre.
Jackson ha realizado la canción en sus cinco tours: Rhythm Nation Tour 1814, Janet. Tour, The Velvet Rope Tour, All for You Tour y Rock WitchU Tour.

## Video musical
El famoso negro y blanco, de ropa militar de inspiración al video fue dirigido por Dominic Sena. El video musical utiliza la tecnología de su hermano, Michael Jackson en Capitán EO, igualdad de oportunidades con su permiso. Era el final en el Rhythm Nation 1814 de Cine. Famosa por sus coreografías de alto octanaje en una fábrica abandonada, el video ganó por Mejor Coreografía y fue nominado para Mejor Video Dance: en el 1990 MTV Video Music Awards, donde Jackson también recibió el MTV Video Vanguard Award. "Rhythm Nation" ocupó el treinta y siete en VH1 100 Videos y cuarenta y cuatro en la MTV: 100 Greatest Videos Ever Made. El video muestra a un Turner jóvenes Tyrin.
Durante MTV mtvICON primera vez en 2001, los cantantes Pink, Mya, y Usher, cada uno rinde homenaje a Jackson por realizar movimientos de baile de éxitos anteriores de Jackson como "The Pleasure Principle", "Miss You Much" y "Alright". Al final de la actuación todos se reunieron y realizaron "Rhythm Nation".

## Premios
Billboard Music Awards:
1990 - Premio del Director (Negro / Rap), "Rhythm Nation"1990 - Billboard / Tanqueray Sterling Video Music Award por logros artísticos, "Rhythm Nation"
BMI Pop Awards
1990 - "Rhythm Nation"
MTV Video Music Awards
1. 1990 - Mejor Coreografía en un Video, "Rhythm Nation"
Soul Train Music Awards:
1. 1990 - Mejor Canción R & B / Urban Contemporary Music Video, "Rhythm Nation"
Versiones oficiales y remixes
Album Version - 5:31
LP Version - 4:42 (aparece en el CD maxi japonés)
Diseño de un Decenio Editar EE. UU. - 5:58
Diseño de un Decenio Internacional de Edición - 4:27
House Nation Groove - 6:45
Instrumental - 4:44
Rhythm Mix - 4:48
7 "CHR Remix - 4:06
7 "Edit - 4:28
7 "House Nation Edit - 4:23
7 "United Mix Edit - 4:34
12 "House Nation Mix - 8:07
12 "United Dub - 6:11
12 "Reino Mix - 6:35

## Posiciones
Posición Posición más alta    
Australia Singles Chart              56
Bélgica Singles Chart (Flandes)      24
Neerlandés Top 40                    11
Irlanda Singles Chart                19
Nueva Zelanda Singles Chart          17
Swiss Singles Chart                  22
UK Singles Chart                     23
Chart (1989)               Posición más alta
U. S. Billboard Hot 100              2
U. S. Billboard Hot Dance Club Play  1
Chart (1990)               Posición más alta 
Canadian Singles Chart               2
Alemania Singles Chart               83
U. S. Billboard Hot R & B / Hip-hop  1